# Molenfeuer Sassnitz
Die Molenfeuer von Sassnitz stehen an den Molenköpfen des Sassnitzer Stadthafens auf der Insel Rügen. Die Molenfeuer haben die Funktion, Aufgabe, den einlaufenden Schiffen die Fahrrinne zu weisen.

## Molenfeuer Ost
Mit dem Hafenausbau 1889 und der Errichtung der ersten Mole befand sich auf dem Molenkopf eine Leuchtbake. Von 1901 bis 1909 wurde die Ostmole erweitert um das Hafenbecken weiter abzusichern. Die kleinere Westmole war für den Kreideumschlag erbaut worden. Seit 1903 stand auf der damals 350 m kürzeren Ostmole der erste Leuchtturm, ein weißer Rundturm mit schwarzem Laternenhaus. 1937 wurde die Mole erneut verlängert und war mit 1444 Metern bis 2013 die längste Außenmole Europas. Das erforderte, dass der alte Turm durch einen neuen Leuchtturm ersetzt wurde. Dieser Leuchtturm ist ein achteckiger Stahlturm mit auskragendem, umlaufenden Balkon am Laternenhaus. Der über 15 m hohe Leuchtturm ist grün mit weißem Band und zeigt sich für einlaufende Schifffahrt auf der Steuerbordseite. Seit 1982 gilt für die Betonnung der Seewege international die Regelung im Lateralsystem Region A der IALA. Der Feuerträger befindet sich in 12 m Höhe über NHN und ermöglicht die Feuerhöhe von 15 Metern. Ein roter Lichtsektor in Richtung Nordost warnt die Schifffahrt nachts vor einer gefährlichen Annäherung an die berühmten Kreidefelsen von Rügen.
Das Molenfeuer bzw. der Leuchtturm steht als Bestandteil des ehemaligen des Stadthafens unter Denkmalschutz und wurde als Baudenkmal in die Kreisdenkmalliste des Landkreises Vorpommern-Rügen aufgenommen.
Der Sassnitzer Leuchtturm wurde 1957 – blasoniert – in stilisierter Form als Stadtwappen von Sassnitz festgelegt, allerdings in damaliger weißer Farbgebung mit roten Band.
Die Verantwortlichkeit für die Leuchttürme (Wartung und Unterhaltung) liegt seit 2020 beim Wasserstraßen- und Schifffahrtsamt Ostsee in Stralsund.

### Historische Ansichten
Alte Ansichten des Molenfeuers Sassnitz zeigt Michel Forand auf seinem Fotostream und Klaus Hülse.

## Molenfeuer West
Das Molenfeuer an der Westseite erscheint unattraktiv. Es handelt sich um eine stählerne, 12-seitige Laterne im Trommelstil, die von vier X-förmigen Stahlbeinen getragen wird. Das gesamte Bauwerk ist rot lackiert und enthält auch das Unterfeuer einer Richtfeuerlinie. Es ersetzte 1977 das alte Molenfeuer von 1911.
Als erstes deutsches Seezeichen wurde 2016 das Toppzeichen des Oberfeuers Sassnitz auf den neuen IALA-Standard umgestellt.
| Leuchtturm                      | Leuchtturm                      | Leuchtturm     |                              | Baujahr/e | Höhe in m | Höhe in m | Kennung         | Reichweite                  | Nummer        |
| Leuchtturm                      | Leuchtturm                      | Leuchtturm     | Bau                          | Baujahr/e | Feuer     |           | Kennung         | Reichweite                  | Nummer        |
| ------------------------------- | ------------------------------- | -------------- | ---------------------------- | --------- | --------- | --------- | --------------- | --------------------------- | ------------- |
| Molenfeuer West Unterfeuer West | Molenfeuer West Unterfeuer West |                | 54° 30′ 30″ N, 13° 38′ 12″ O | 1909 1977 | 1110      | 7         | F.R.Oc.(2)R.10s | 9 sm (16,7 km)3 sm (5,6 km) | C 2604 5920   |
| Oberfeuer West                  | Oberfeuer West                  | Neues OF, 2016 | 54° 30′ 40″ N, 13° 38′ 13″ O | 1969 2016 | 10        | 14        | Oc.(2)R.10s     | 9 sm (16,7 km)              | C 2604.1 5928 |

## Galerie

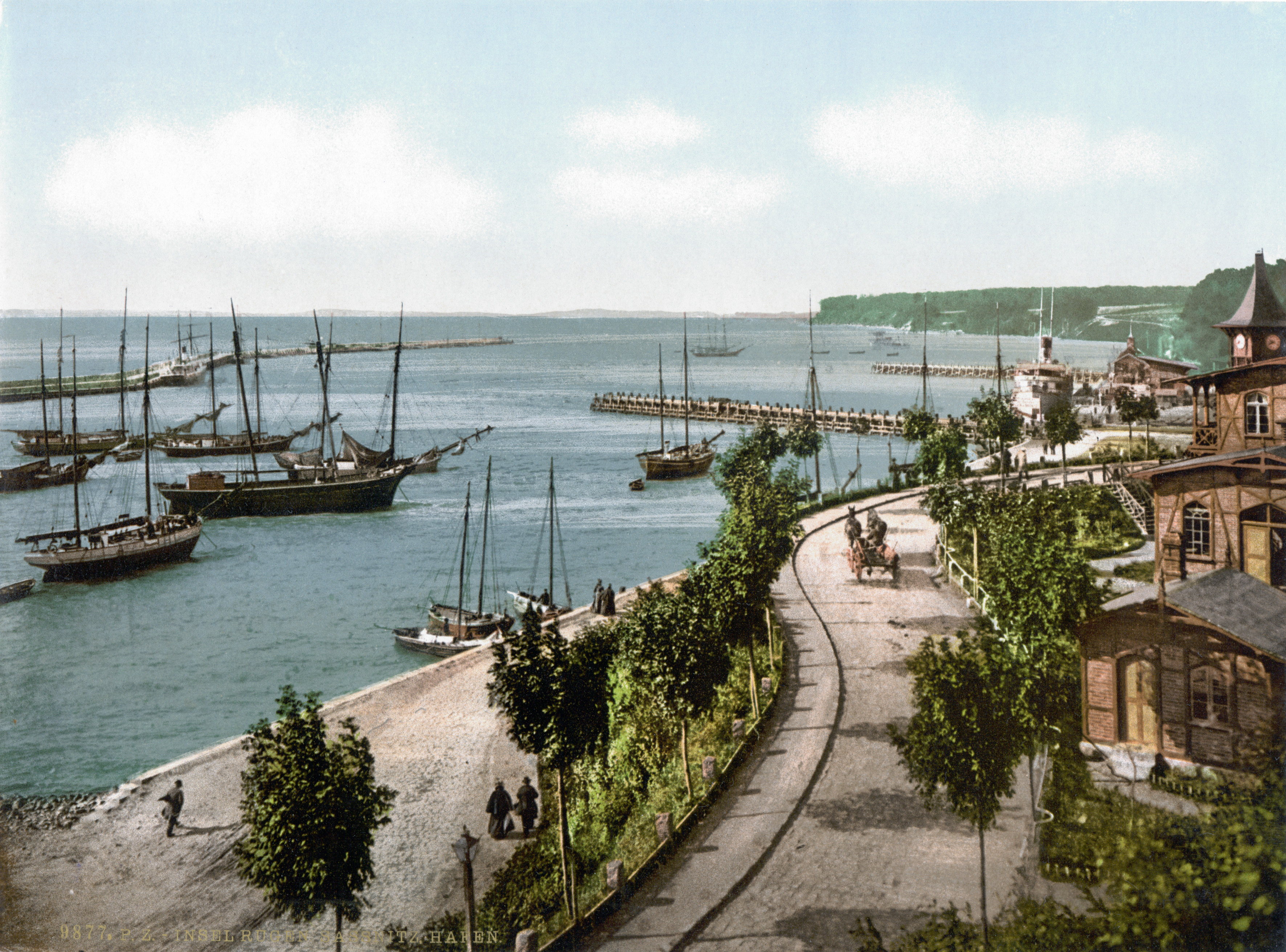
Sassnitz Hafen und Mole, um 1890
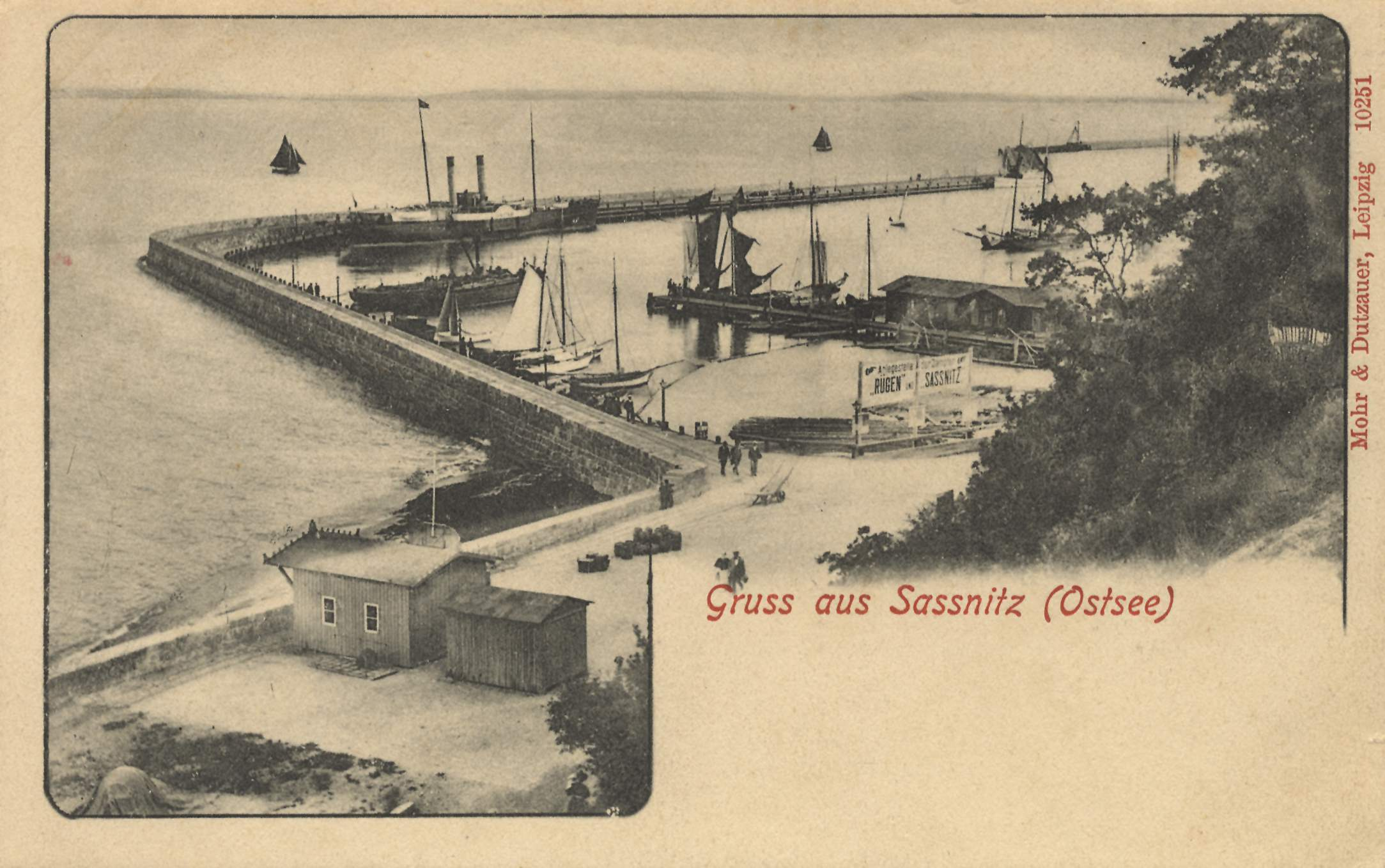
Sassnitz Hafen und Mole, um 1900
West- und Ostmole mit Leuchtfeuer, um 1912
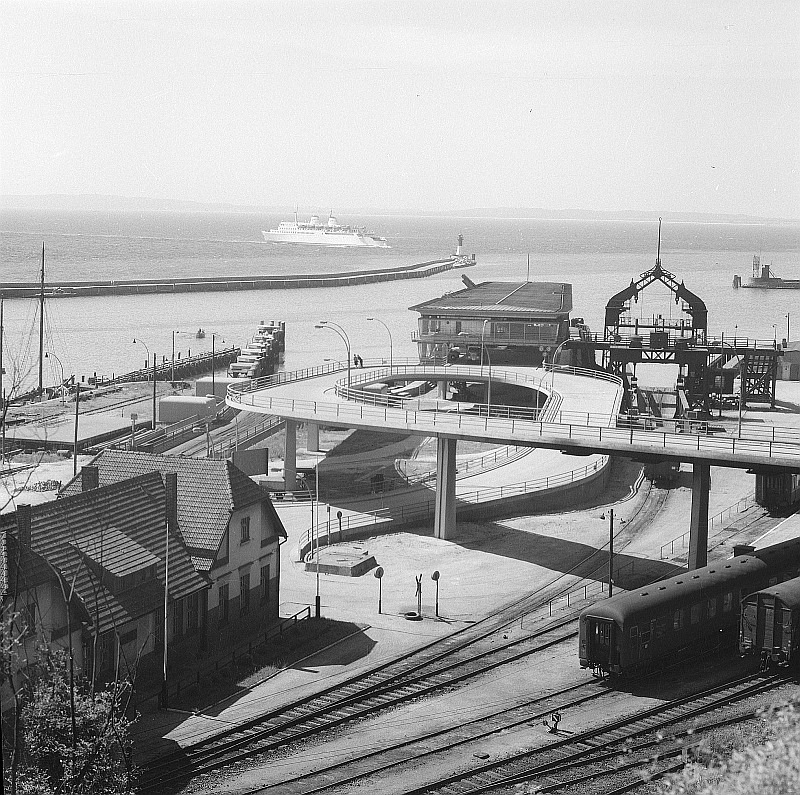
Fährhafen und Molen, um 1962
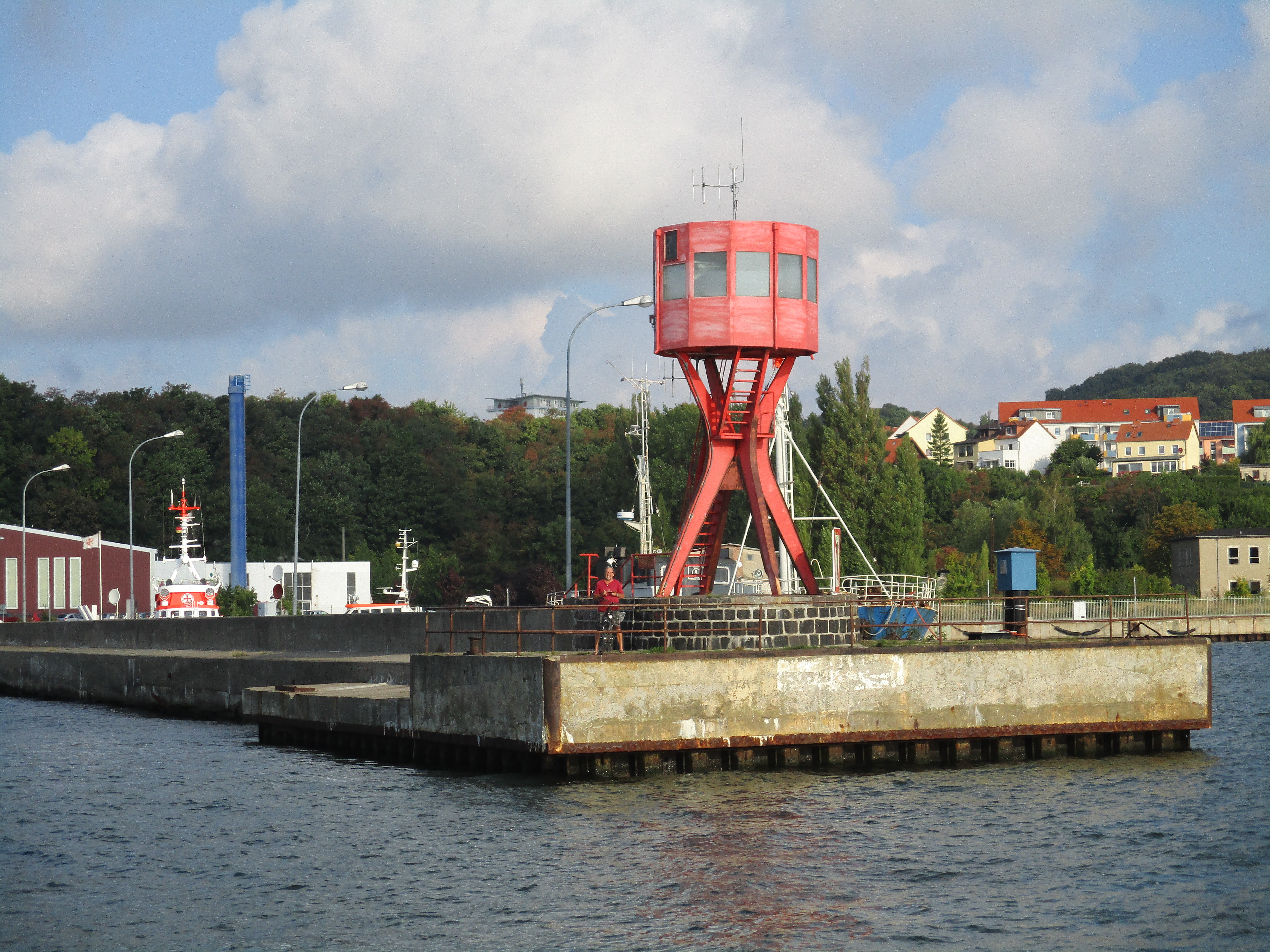
Leuchtturm Mole West, 2018

## Philatelistische Würdigung
Briefmarke Molenfeuer Sassnitz

Link zum Bild

Die erste Briefmarke, die den Leuchtturm Molenfeuer Sassnitz zeigt, erschien am 13. Mai 1975 von der Deutschen Post der DDR. Die Marke gehört zur Serie Leuchttürme, Leit-, Leucht- und Molenfeuer (MICHEL-Nr.: 2047) mit dem Wert von 20 Pfennig. Der Entwurf, der den damals noch rot-weißen Leuchtturm abbildet, stammt vom Grafiker Jochen Bertholdt aus Rostock. Die Auflage betrug 8 Millionen Stück.